# Sensorische Substitution
Sensorische Substitution ist die Umwandlung von Sinnesreizen einer bestimmten Sinnesmodalität in eine andere, um somit den Wegfall der betreffenden Sinnesmodalität (z. B. durch Behinderung oder Krankheit) kompensieren (substituieren) zu können.
Man hofft durch derartige Systeme behinderten Personen helfen zu können, indem ein defekter Sinn durch Verwendung eines anderen Sinnes ersetzt wird.
Ein sensorisches Substitutionssystem besteht aus drei Teilen:
1. Sensor
2. Kopplungssystem
3. Stimulator

Der Sensor zeichnet Reize auf und reicht sie an das Kopplungssystem weiter, das die Signale interpretiert und an den Stimulator übermittelt. Falls der Sensor Signale erhält, die dem Träger des Systems vorher nicht zur Verfügung standen, spricht man von Wahrnehmungserweiterung („Sensorische Augmentation“).
Sensorische Substitution hingegen betrifft die menschliche Perzeption und die Plastizität des Gehirns und erlaubt daher diese Aspekte der Neurowissenschaft eher durch Neuroradiologie zu studieren.

## Geschichte
Als Vater der sensorischen Substitution wird für gewöhnlich Paul Bach-y-Rita angesehen, der bereits in den frühen 1960er Jahren Blinden ermöglichte sich mittels Übertragung von Bildinformation in Druckreize auf der Haut im Raum zurechtzufinden. Dazu wird bei Blinden das Bild einer Videokamera über Druck auf einen Teil der Haut abgebildet. Aufgrund der Einbettung dieser Sinnessubstitution in die sensomotorische Schleife, also die direkte Veränderung der Sinnesempfindung durch aktive Bewegung des Blinden lernt das Gehirn diese Reize bald zu nutzen und so verschwindet nach einigen Wochen die Hautempfindung und an ihre Stelle tritt eine räumliche Empfindung.
An diese historische Erfindung schlossen sich viele Studien auf Grundlage der sensorischen Substitution auf dem Gebiet der perzeptiven und kognitiven Neurowissenschaft.

## Physiologie sensorischer Substitution
Wenn jemand erblindet oder ertaubt verliert er im Allgemeinen nicht seine Fähigkeit zu sehen oder zu hören. Es geht lediglich die Fähigkeit, die sensorischen Signale von der Peripherie (Retina für das Sehen und Cochlea für das Hören) zum Hirn weiter zu leiten verloren. Da die Leitungsbahnen, die die Seheindrücke durchleiten, noch intakt sind, kann jemand, der seine Fähigkeit, Daten über die Retina zu empfangen, verloren hat, immer noch subjektive Bilder sehen, wenn diese Daten über andere Sinnesmodalitäten gesammelt werden, wie beispielsweise durch Tastsinn oder Hören.
In einem regulären visuellen System werden die durch die Retina gesammelten Daten im Sehnerv in elektrische Reize umgesetzt und an das Hirn weitergeleitet, das das Bild wiedererschafft und wahrnimmt. Da das Hirn für die Endwahrnehmung zuständig ist, ist eine sensorische Substitution möglich. Während einer solchen Substitution leitet eine intakte Sinnesmodalität Informationen an die Areale des Gehirns, die für Sehwahrnehmungen zuständig sind, weiter, so dass die Person zu sehen wahrnimmt. Bei sensorischer Substitution kann also Information, die durch eine Sinnesmodalität gewonnen wird, Hirnstrukturen erreichen, die physiologisch mit anderen Sinnesmodalitäten in Verbindung stehen. Sensorische Substitution von Tasten-zu-Sehen (englisch touch-to-visual) transferiert Informationen von Tastrezeptoren zum visuellen Cortex zur dortigen Interpretation und Perzeption. So kann man beispielsweise durch fMRI diejenigen Teile des Gehirn bestimmen, die während Sinneswahrnehmungen aktiviert sind. Bei Blinden kann man sehen, das diese, während sie bloß taktile Informationen empfangen, auch ihr visueller Cortex aktiviert ist, wenn sie Objekte zu „sehen“ wahrnehmen.
Es gibt auch sensorische Substitution von Tasten-zu-Tasten (englisch touch to touch sensory substitution), wobei Informationen von Berührungsrezeptoren einer Region dazu verwendet werden kann, Berührung in einer anderen Region wahrzunehmen. Beispielsweise gelang es in einem Experiment von Bach-y-Rita die Tastwahrnehmung wiederherzustellen und zwar bei einem Patienten, der seinen peripheren Tastsinn durch Lepra verloren hatte.

### Technologische Unterstützung
Um sensorische Substitution zu erhalten und das Gehirn ohne intakte sensorische Organe, die die Informationen weiterleiten, zu stimulieren, kann man auch Maschinen entwickeln, die die Signaldurchleitung übernehmen. Dieses Brain-Computer-Interface befindet sich dort, wo die externen gesammelt und in elektrische Signale überführt werden zwecks Interpretation durch das Gehirn. Im Allgemeinen wird hierfür eine Kamera oder ein Mikrophon verwendet, um die visuellen oder Hörreize zu sammeln, die verwendet werden, um die verloren gegangene sensorische Information zu ersetzen. Die visuellen oder auditorischen Daten, die durch die Sensoren gesammelt werden, werden sodann in taktile Reize umgesetzt, die hinwiederum an das Gehirn durchgeleitet werden zwecks visueller und auditorischer Wahrnehmung/Perzeption. Diese Art sensorischer Substitution ist nur möglich dank der Plastizität des Gehirns.

### Hirnplastizität
Hirnplastizität ist die Fähigkeit des Gehirns sich an das vollständige Fehlen oder die Verschlechterung eines Sinnes zu adaptieren. Sensorische Substitution ist daher am wahrscheinlichsten erklärbar durch das Studium der Hirnplastizität. Kortikale Um-Kartierung (englisch cortical re-mapping) oder Reorganisation findet statt, wenn das Gehirn von einer Art Verschlechterung erfährt. Es handelt sich dabei um einen evolutionären Mechanismus, der es Menschen mit einem Sinnesverlust erlaubt sich daran zu adaptieren und den Verlust zu kompensieren durch die Nutzung anderer Sinne. Funktionale Bildgebung von seit Geburt blinden Patienten wiesen eine kreuzmodale Rekrutierung des occipitalen Cortex während der Wahrnehmung perzeptorischer Aufgaben auf wie z. B. Lesen von Braille-Schrift, taktile Perzeption, Objekterkennung durch Tasten, Geräuschlokalisation und Geräuschunterscheidung. Dies beweist, dass blinde Menschen ihren Okzipitallappen, der hauptsächlich zum Sehen verwendet wird, nutzen können, um Objekte wahrzunehmen durch den Gebrauch anderer sensorischen Modalitäten, was somit auch ihre häufig anzutreffende Neigung zur Verstärkung der verbliebenen Sinne erklären würde.

### Wahrnehmung versus Empfindung
Während man über die physiologische Aspekte sensorischer Substitution spricht, ist es essentiell zwischen Empfindung (englisch sensing) und Wahrnehmung (englisch perception) zu unterscheiden. Die Hauptfrage, die durch diese Differenzierung gestellt wird, ist: Werden Blinde durch Zusammenfügen unterschiedlicher sensorischer Daten in die Lage versetzt zu sehen oder Sehen wahrzunehmen? Während die Empfindung über eine bestimmte Modalität eintrifft – visuell, auditorischen, taktil usw. – umfasst Wahrnehmung aufgrund sensorischer Substitution nicht nur eine Modalität, sondern ist das Resultat von kreuzmodalen Interaktionen. Daher kann man sagen, dass während sensorische Substitution des Sehens bei Sehenden eine sehähnlicher Wahrnehmung induziert, es eine auditorische oder taktile Wahrnehmung bei Blinden hervorruft. Kurz: Blinde nehmen wahr zu sehen durch Berühren/Tasten und Hören mittels sensorischer Substitution.

## Sensorische Augmentation / Erweiterung
Auf Grundlage der Forschungen zur sensorischen Substitution begann man mit Untersuchungen hinsichtlich der Möglichkeit die Sinneswahrnehmungen des Körpers zu erweitern (augmentieren). Die dahinter stehende Absicht ist die Fähigkeit des Körpers, Umgebungsaspekte zu fühlen, auf Bereiche zu erweitern, die normalerweise nicht wahrnehmbar sind.
Aktive Arbeiten in diese Richtung werden u. a. vom e-sense project der Open University und der Edinburgh University und dem feelSpace-Projekt der Universität Osnabrück vorangetrieben.
Die Ergebnisse der diesbezüglichen Untersuchungen (als auch hinsichtlich der sensorischen Substitution allgemein), welche die Emergenz der perzeptiven Erfahrung (Qualia) aus der Neuronenaktivität haben Implikationen für das Verständnis des Bewusstseins.

### Magnetische Perzeption (Orientierung am Magnetfeld der Erde)
Im Jahre 2005 führte die feelSpace group eine Studie zur sensorischen Augmentation durch, bei welcher ein vibrotaktiler magnetischer Kompassgürtel um die Taille getragen wurde. In dieser Untersuchung erhielten die Teilnehmer die Richtung des magnetischen Nordpols als Vibration an der Taille angezeigt (derjenige Teil des Gürtels vibrierte, der Richtung Norden zeigte).
Es wurden dabei signifikante Verbesserungen bei der Durchführung von Navigationstests beobachtet, die über die Leistungen derjenigen aus der Kontrollgruppe im gleichen Zeitraum mit demselben Training hinausgingen. Zugleich erfolgte bei der Hälfte der Teilnehmer durch die Perzeption der Gürtelvibrationen ein grundlegender Wandel der Himmelsrichtungs-Wahrnehmung: von einfacher taktiler Innervation hin zu einer echten und unmittelbaren Sinneswahrnehmung allozentrischer Orientierung. Mit anderen Worten: sie konnten 'Norden' als Entität wahrnehmen, die nichts mehr mit dem Vibrationsübermittler um die Taille zu tun hatte, ähnlich wie man ein Glas auf einem Tisch als Entität wahrnimmt, die mehr ist als die Reflexion von Photonen auf der Retina. Darüber hinaus legen Tests hinsichtlich des Einflusses der Gürtelinformation auf den rotatorischen Nystagmuseffekt nahe, dass – nach Training – die Verarbeitung der Gürtelinformation subkognitive geworden war.